# Balatonakarattya
Balatonakarattya község Veszprém vármegyében, a Balatonalmádi járásban.

## Fekvése és megközelítése
A Balaton keleti partján, a 71-es főút mentén fekszik. A szomszédos települések Balatonkenese, Balatonfőkajár és Csajág. A 71-esbe Balatonakarattyánál torkollik be a Polgárdiból induló, Fülén és Balatonfőkajáron keresztülhaladó 7205-ös út, de Akarattya elkerülését a 710-es főút lehetővé teszi.
A Balatont Balatonakarattyánál éri el a Börgönd–Szabadbattyán–Tapolca-vasútvonal, amelynek két megállója is van a településen, Balatonakarattya megállóhely és Csittényhegy megállóhely. A két megálló között található az említett vasútvonal egyetlen alagútja, amelyet a löszfal megtámasztására 1909-ben építettek, majd 2020-ban felújítottak. Ezen a partszakaszon ugyanis gyakoriak a suvadások, földcsuszamlások, amelyek már több balesetet is okoztak a vasút itteni megjelenése óta.

## Történelem
A Csittény-hegy oldalában bronzkori leletek kerültek elő, amelyek az őskor óta kedvelt lakott helynek mutatják e területet. Balatonakarattya több pontján római időkből származó sírokat, leleteket találtak, amelyek azt jelzik, hogy a honfoglalás előtt is lakott hely volt e vidék. 1000 környékén a veszprémvölgyi apácáknak adományozták 7 másik településsel együtt.
A Balaton az első világháborút követően, az adriai nyaralóterületek elvesztése után kezdett népszerű lenni. A Börgönd–Szabadbattyán–Tapolca-vasútvonal Balatonakarattya megállóhelyének megnyitásával már 1909-ben könnyebb lett a leutazás Budapestről a Balatonra, s később az akkori módosabb budapesti középosztály az 1928-as parcellázásokkal a Magyar Katolikus Tanulmányi Alap birtokából vásárolt földekre fürdőtelepülésnek alapította Balatonakarattyát a hajdani római kori Terra Acaratia területe mellé.
A Balaton keleti partján létrejött fürdőtelep kialakulása a balatoni fürdőkultúra 19. századi felvirágzásához kötődik, s szerepet játszott benne a Balatonakarattyai Fürdőtelep Egyesület is, amely a 20. század közepén megszűnt, majd 1989-ben újra megalakult.
Akarattyapuszta illetve -telep a fellelhető források szerint a 19. század óta mindig Balatonkeneséhez tartozott. A telep népessége az 1910. évi népszámláláskor már 163 fő volt, ami Balatonkenese 1793 lakosának közel egytizedét jelentette.
A település középpontjában állt a 400 éves Rákóczi-szilfa, mely egykor (1950-ig) Zala és Somogy vármegye határát jelölte a tavon halászóknak. A fa, melyhez egy helyi legenda szerint a névadó fejedelem is lovát kötötte (a valóságban soha nem járt itt), a 20. század második felében száradásnak indult, később ki is dőlt; ma emlékmű. Mellé 2015-ben kis szilfát ültetett a balatonakarattyai önkormányzat.
Vele szemben áll a 2015-ben felújított római katolikus Nagyboldogasszony templom.
A körforgalomnál álló vörös kőből faragott Margit-vonal-emlékmű a második világháború itteni ádáz harcaira emlékeztet.
A vasúti alagút közelében létesült a Bezerédj strand.
Az üdülőtulajdonosok és a lakók kívánságára 2005-ben jött létre a balatonakarattyai részönkormányzat, majd 2012. augusztus 5-én egy érvényes és eredményes népszavazáson a szavazók nagy többsége a Balatonkeneséről történő leválás mellett voksolt.
A köztársasági elnök 13/2013. (I. 8.) KE. határozatával a 2014. évi önkormányzati választás napjával községgé nyilvánította Balatonakarattyát; a részönkormányzat megszűnt, s 2014. október 21-én megalakult az első képviselő-testület, és elkezdte működését az önálló Balatonakarattya község.

### Balatonakarattyai Fürdőtelep Egyesület
1921-ben indultak megbeszélések az akarattyai parcellázások érdekében. 1928-ban alapították a Balatonakarattyai Fürdőtelep Egyesületet, melynek célkitűzése Balatonakarattya fejlesztése volt. Az 1930-as évek elején elkészültek a tervek, amelyek alapján az egyesület intézőbizottsága kimérte a telkeket. 683 telket alakítottak ki a rendelkezésre álló 282 hektár területből, melyet az Akarattyai Villatelkek Intézősége vásárolt meg a Magyar Katolikus Tanulmányi Alaptól. A terveket Péchy Lajos és Lachnitt Károly dolgozták ki. Az első villatulajdonos Karafiáth Jenő országgyűlési képviselő, az Akarattyai Fürdő Egyesület örökös díszelnöke lett. Az egyesület 1948-ig működött, akkor betiltották, majd 1989-ben újjáalakult; ekkor a tagság Balatonakarattya fejlesztését, szépítését, környezetének és tisztaságának megóvását, a balatonakarattyai lakosok és nyaralók életminőségének javítását (kulturális és sporttevékenységek szervezésével és rendezésével), a lakosok és telektulajdonosok érdekeinek egyesült erővel történő képviseletét és védelmét jelölte meg az egyesület céljaként.

## Közélete

### Polgármesterei
- 2014–2019: Matolcsy Gyöngyi (független)[11]
- 2019–2024: Matolcsy Gyöngyi (Fidesz-KDNP)[12]
- 2024– : Dr. Imrédy Szabolcs (független)[1]

## Kultúra
A település többek között arról híres, hogy eleinte nyári lakként, majd később állandó lakásként itt állt egyik háza Kodolányi János Kossuth-díjas regényírónak, aki több művét is itt írta, például az Emese álma című, a honfoglalás korában játszódó történelmi regénytrilógiát vagy az Én vagyok című Jézus-Júdás-regényt.

## Népesség
A település népességének változása
| Lakosok száma | 835  | 993  | 959  | 1093 | 1128 |
|               | 2015 | 2021 | 2022 | 2023 | 2024 |

A 2011-es népszámlálás idején a lakosok 87,6%-a magyarnak, 3,2% németnek mondta magát (11,9% nem nyilatkozott; a kettős identitások miatt a végösszeg nagyobb lehet 100%-nál). A vallási megoszlás a következő volt: római katolikus 38,2%, református 14,9%, evangélikus 2,6%, görögkatolikus 0,9%, felekezeten kívüli 13,7% (29,3% nem nyilatkozott).
2022-ben a lakosság 85,3%-a vallotta magát magyarnak, 1,9% németnek, 0,3% románnak, 0,2% cigánynak, 0,2% ukránnak, 0,1-0,1% lengyelnek és bolgárnak, 5,7% egyéb, nem hazai nemzetiségűnek (14,3% nem nyilatkozott; a kettős identitások miatt a végösszeg nagyobb lehet 100%-nál). Vallásuk szerint 30,3% volt római katolikus, 9,7% református, 2,2% evangélikus, 0,2% görög katolikus, 0,1% egyéb keresztény, 0,8% egyéb katolikus, 17,8% felekezeten kívüli (38,7% nem válaszolt).